# Kotschya eurycalyx
Kotschya eurycalyx là một loài thực vật có hoa trong họ Đậu. Loài này được (Harms) Dewit & P.A.Duvign. miêu tả khoa học đầu tiên.